# فريدي شبرينغر
فريدي شبرينغر (بالألمانية: Friede Springer) (من مواليد 15 أغسطس 1942 في أولدسوم في جزيرة فوهر) هي ناشرة ألمانية وأرملة أكسل شبرنغر. تعتبر أكسل المالك الرئيسي لمجموعة شركات أكسل شبرينغر، وبالتالي صحيفة بيلد التي تُعتبر أكبر صحيفة في أوروبا، وواحدة من أغنى الناس في ألمانيا.

## سيرتها الذاتية
عملت إحدى المربيات في منزل عائلة شبرينغر من عام 1965وأصبحت لاحقًا عشيقة شبرينغر وشريكته في نهاية المطاف، ثم أصبحت في عام 1978 زوجة شبرينغر الخامسة (والأخيرة). شبرينغر هي عضو في الكنيسة الإنجيلية اللوثرية المستقلة في ألمانيا.
بعد وفاة أكسل شبرينغر، ورثت فريدي وأبناء وأحفاد شبرينغر من زيجاته السابقة بتوريث أسهم شبرينغر في دار النشر. كان «شبرينغر» حتى وقت وفاته لا يزال يحتفظ بـ 26.1 في المائة من أسهم الشركة، أما الباقي فقد احتفظ به المتداول البافاري ليو كيرش وعائلة بوردا والعديد من المستثمرين الصغار. أصبحت فريدي بعد ذلك مديرة لشركة أكسل سبرينغر والمدير التنفيذي الوحيد لشركة سبرينغر القابضة.
اشترى ورثة شبرينغر تحت إشرافها أسهم الشركة من شقيقي بوردا بحوالي 531 مليون مارك ألماني في عام 1988. دفع الأخوان نصف هذا المبلغ قبل خمس سنوات لشراء حصتهما. وعندما تكاتف أبناء شبرينغر ضدها في السنوات التالية، قامت بطرد أفراد العائلة خارج المنزل واستولت على أسهمهم. قامت شبرينغر (التي أصبحت رسميًا الهيئة الإدارية للشركة) في عام 2002 بتنصيب ماتياس دوفنر كرئيس جديد لمجلس الإدارة. قادت فريدي شركة سبرينغر للخروج من أزمتها ورسخت إدارة صارمة مع ليو كيرش رائد الأعمال المقيم في ميونيخ.
شغلت فريدي شبرينغر اعتبارًا من يوليو 2015 منصب نائبة رئيس مجلس إدارة شركة أكسل شبرينغر؛ حيث كانت أكبر مساهم في الشركة. تمتلك فريدي 5.6٪ من أسهم الشركة مباشرةً وتمتلك حصة تصل إلى 90٪ من صحيفة أكسل شبرينغر، والتي تمتلك بدورها حصة بنسبة 51.5٪ في شركة أكسل شبرينغر. بلغت القيمة الصافية لثروة شبرينغر وفقًا لمجلة فوربس 5.1 مليار دولار أمريكي في نوفمبر 2017، وبالتالي أصبحت أغنى شخص في قائمة أغنى الأشخاص في ألمانيا واحتلت المرتبة الـ460 على مستوى العالم.
تعتبر فريدي صديقة شخصية لأنجيلا ميركل، وعضوة أيضًا في الحزب الديمقراطي المسيحي. شاركت فريدي على هذا النحو في الجمعية الفيدرالية الثانية عشرة في عام 2004 لانتخاب رئيس ألمانيا.

## الجوائز والأوسمة
تشمل الجوائز والأوسمة التي تلقتها فريدي شبرينغر وسام الاستحقاق من ولاية برلين في عام 1988، ووسام استحقاق جمهورية ألمانيا الاتحادية في عام 1996، وجائزة ليو بلاك من قِبَل المجلس المركزي اليهود في ألمانيا في عام 2000، ووسام الاستحقاق البافاري في عام 2004.

## روابط خارجية
- فريدي شبرينغر على موقع IMDb (الإنجليزية)
- فريدي شبرينغر على موقع مونزينجر (الألمانية)

- Elitz, Ernst (17 Feb 2005). "Die Märchenprinzessin" (بالألمانية). Die Zeit. Archived from the original on 2010-09-23. Retrieved 2011-12-23.
- "Press Bulletin BBAW/PR-03/2004". Berlin-Brandenburgische Akademie der Wissenschaften. 2004. مؤرشف من الأصل في 2004-10-21. اطلع عليه بتاريخ 2011-12-23.
- "Friede Springer-die Biographie" (بالألمانية). Welt am Sonntag. 6 Feb 2005. Archived from the original on 2005-12-07. Retrieved 2011-12-23.